# Frederick H. Boland

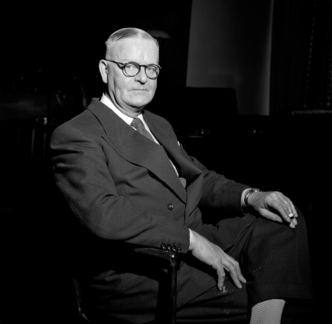
Frederick H. Boland

Frederick Henry Boland (* 31. Januar 1904 in Dublin; † 4. Dezember 1985 ebenda) war ein irischer Diplomat und Politiker.
Nach dem Studium in Irland und den USA trat Boland 1929 in den diplomatischen Dienst seines Landes ein. Von 1932 bis 1934 war er Erster Sekretär an der irischen Vertretung in Paris. Von 1936 bis 1950 war er Abteilungsleiter in verschiedenen Ministerien, bis er schließlich der erste Vertreter der irischen Republik im Rang eines Botschafters in London wurde.
Von 1956 bis 1961 war er ebenfalls der erste Ständige Vertreter Irlands bei den Vereinten Nationen in New York City. 1960 wurde er zum Präsidenten der UN-Generalversammlung für die Wahlperiode 1960/1961 gewählt. Während seiner Präsidentschaft musste er Chruschtschow bei dessen legendären Schuh-Rede vor der Generalversammlung zur Ruhe rufen.
1963 zog er sich aus dem diplomatischen Dienst zurück. Boland wurde zuerst Kanzler der Universität von Dublin und später Vorstand bei der irischen Tochter von IBM.
Frederick H. Boland war verheiratet und hatte fünf Kinder, eines davon ist die irische Dichterin Eavan Boland (* 1944).

## Ehrungen
Boland wurde 2005 durch eine irische 60-Cent-Briefmarke aus einer Serie von vier Marken aus Anlass des 50-jährigen Jubiläums des Beitritts der irischen Republik zu den Vereinten Nationen geehrt.